# Collegio di Blackpool North and Fleetwood
Blackpool North and Fleetwood è un collegio elettorale inglese, situato nel Lancashire, rappresentato alla camera dei Comuni del parlamento del Regno Unito. Elegge un membro del parlamento con il sistema maggioritario a turno unico. Il collegio, dopo essere stato in vigore dal 1997 al 2010, è stato re-istituito nel 2024 con la revisione dei collegi di Westminster, sostituendo Blackpool North and Cleveleys e Lancaster and Fleetwood. L'attuale parlamentare è Lorraine Beavers, del Partito Laburista, eletta nel 2024.

## Estensione
- 1997-2010: i ward di Blackpool di Anchorsholme, Bispham, Claremont, Greenlands, Ingthorpe, Norbreck e Warbreck e i ward del borgo di Wyre di Bailey, Bourne, Cleveleys Park, Jubilee, Mount, Park, Pharos, Rossall, Victoria e Warren.
- dal 2024: i ward del borgo di Blackpool di Anchorsholme, Bispham, Greenlands, Ingthorpe e Norbreck e i ward del borgo di Wyre di Bourne, Carleton, Cleveleys Park, Jubilee, Marsh Mill, Mount; Park, Pharos, Pheasant's Wood, Rossall, Stanah, Victoria and Norcross e Warren.[1]

Il collegio comprende la maggior parte, e sostituisce, il precedente collegio di Blackpool North and Cleveleys, e si estende verso nord per includere la città di Fleetwood, in precedenza parte del collegio di Lancaster and Fleetwood, ora abolito. Comprende anche l'intera conurbazione di Thornton-Cleveleys, insieme al villaggio di Carleton, che in precedenza erano nel collegio di Wyre and Preston North, ora abolito.

## Membri del parlamento
| Elezione | Elezione | Deputato          | Partito           |
| -------- | -------- | ----------------- | ----------------- |
|          | 1997     | Joan Humble       | Laburista         |
|          | 2010     | Collegio abolito  | Collegio abolito  |
|          | 2024     | Collegio ricreato | Collegio ricreato |
|          | 2024     | Lorraine Beavers  | Laburista         |

## Risultati elettorali

### Elezioni negli anni 2020
| Partito                    | Partito                                      | Candidato                  | Risultati 4 luglio 2024 | Risultati 4 luglio 2024 |
| Partito                    | Partito                                      | Candidato                  | Voti                    | %                       |
| -------------------------- | -------------------------------------------- | -------------------------- | ----------------------- | ----------------------- |
|                            | Laburista                                    | Lorraine Beavers           | 16 744                  | 40,05                   |
|                            | Conservatore                                 | Paul Maynard               | 12 097                  | 28,93                   |
|                            | Reform UK                                    | Dan Barker                 | 9 913                   | 23,71                   |
|                            | Lib Dem                                      | Bill Greene                | 1 318                   | 3,15                    |
|                            | Verde                                        | Tina Rothery               | 1 269                   | 3,04                    |
|                            | Monster Raving Loony                         | James Rust                 | 174                     | 0,42                    |
|                            | Indipendente                                 | Gita Gordon                | 148                     | 0,35                    |
|                            | SDP                                          | Jeannine Cresswell         | 147                     | 0,35                    |
|                            |                                              |                            |                         |                         |
| Iscritti                   | Iscritti                                     | Iscritti                   | 73 339                  | 100,00                  |
| ↳ Votanti (% su iscritti)  | ↳ Votanti (% su iscritti)                    | ↳ Votanti (% su iscritti)  | 41 810                  | 57,01                   |
| ↳ Astenuti (% su iscritti) | ↳ Astenuti (% su iscritti)                   | ↳ Astenuti (% su iscritti) | 31 529                  | 42,99                   |
|                            |                                              |                            |                         |                         |
|                            | Esito: collegio a Laburista (nuovo collegio) |                            |                         |                         |

### Elezioni negli anni 2000
| Partito                    | Partito                                | Candidato                  | Risultati 5 maggio 2005 | Risultati 5 maggio 2005 |
| Partito                    | Partito                                | Candidato                  | Voti                    | %                       |
| -------------------------- | -------------------------------------- | -------------------------- | ----------------------- | ----------------------- |
|                            | Laburista                              | Joan Humble                | 20 620                  | 47,63                   |
|                            | Conservatore                           | Gavin Williamson           | 15 558                  | 35,94                   |
|                            | Lib Dem                                | Steven Bate                | 5 533                   | 12,78                   |
|                            | UKIP                                   | Roy Hopwood                | 1 579                   | 3,65                    |
|                            |                                        |                            |                         |                         |
| Iscritti                   | Iscritti                               | Iscritti                   | 75 025                  | 100,00                  |
| ↳ Votanti (% su iscritti)  | ↳ Votanti (% su iscritti)              | ↳ Votanti (% su iscritti)  | 43 290                  | 57,70                   |
| ↳ Astenuti (% su iscritti) | ↳ Astenuti (% su iscritti)             | ↳ Astenuti (% su iscritti) | 31 735                  | 42,30                   |
|                            |                                        |                            |                         |                         |
|                            | Esito: collegio confermato a Laburista |                            |                         |                         |

| Partito                    | Partito                                | Candidato                  | Risultati 7 giugno 2001 | Risultati 7 giugno 2001 |
| Partito                    | Partito                                | Candidato                  | Voti                    | %                       |
| -------------------------- | -------------------------------------- | -------------------------- | ----------------------- | ----------------------- |
|                            | Laburista                              | Joan Humble                | 21 610                  | 50,75                   |
|                            | Conservatore                           | Alan Vincent               | 15 889                  | 37,31                   |
|                            | Lib Dem                                | Steven Bate                | 4 132                   | 9,70                    |
|                            | UKIP                                   | Colin Porter               | 950                     | 2,23                    |
|                            |                                        |                            |                         |                         |
| Iscritti                   | Iscritti                               | Iscritti                   | 74 442                  | 100,00                  |
| ↳ Votanti (% su iscritti)  | ↳ Votanti (% su iscritti)              | ↳ Votanti (% su iscritti)  | 42 581                  | 57,20                   |
| ↳ Astenuti (% su iscritti) | ↳ Astenuti (% su iscritti)             | ↳ Astenuti (% su iscritti) | 31 861                  | 42,80                   |
|                            |                                        |                            |                         |                         |
|                            | Esito: collegio confermato a Laburista |                            |                         |                         |